# Politica di Israele
Lo Stato di Israele è una repubblica democratica.

## Ordinamento e governo
Israele non ha un testo costituzionale redatto in unico documento, ma più leggi fondamentali. Le funzioni del governo sono basate sui regolamenti della Knesset, sulle convenzioni costituzionali e sulla Dichiarazione di Indipendenza dello Stato di Israele. La separazione dei poteri è assicurata nel modo seguente.
- Il potere legislativo è affidato al Parlamento, la Knesset. Le elezioni parlamentari si tengono ogni quattro anni, ma la Knesset può essere sciolta anticipatamente in seguito a una decisione assunta dalla maggioranza dei suoi componenti. Il Presidente di Israele è eletto dalla Knesset per un mandato di sette anni non rinnovabile.
- Il potere esecutivo è affidato al Primo Ministro, che di regola è il leader del partito o della coalizione maggioritaria in Parlamento e che forma il governo tramite la nomina dei ministri.
- Il potere giudiziario è affidato alla Corte Suprema. I 15 giudici sono nominati da una commissione di nove membri di cui 3 giudici, 4 politici e 2 avvocati. In pratica, questa commissione designa automaticamente i candidati scelti dai giudici stessi.

## Elezioni israeliane
Il Parlamento israeliano (Knesset) ha 120 membri, eletti per quattro anni con sistema proporzionale in un unico collegio nazionale. Nel tempo è stata introdotta, e variata, una soglia di sbarramento. Sono elettori tutti i cittadini maggiorenni (18 anni). Il voto è per lista, senza preferenze. Determinato il numero di seggi spettanti ad ogni lista, i candidati risultano eletti secondo l'ordine in cui appaiono nella lista.
L'elezione diretta del Primo ministro rappresenta un caso particolare negli ordinamenti dello Stato, distinguendosi generalmente tra le elezioni presidenziali e quelle parlamentari. Questo ordinamento è stato istituito in Israele nel 1996 ed è stato mantenuto fino al 2003.

## Partiti politici
I principali partiti politici israeliani sono:
Nel centrosinistra:
- Partito Laburista Israeliano, sionista socialista, socioliberale e socialdemocratico
- Meretz, socialista democratico, socialdemocratico, ambientalista, laico e sionista socialista

Nel centro
- Partito dell'Indipendenza, centrista e sionista
- Kadima, centrista, sionista e socio-liberale (scioltosi de facto nel 2015)
- Hatnuah, liberale, socioliberale, progressista, laico e ambientalisti

Nel centrodestra:
- Likud, liberal-conservatore, sionista e nazionalista
- Israel Beytenu, liberal-conservatore, nazionalista, sionista di destra, laico

Nella destra religiosa ebraica:
- Shas, conservatore, nazionalista, religioso sefardita
- United Torah Judaism/Yahadut haTorah, religioso basato sulla Torah
- Unione Nazionale, religioso, nazionalista
- Casa Ebraica, religioso basato sull'ebraismo ortodosso moderno

Nella sinistra radicale:
- Hadash, coalizione di sinistra radicale, socialista araba, composta da:
  - Partito Comunista di Israele, comunista, marxista, antisionista
  - Pantere Nere, gruppo di sinistra radicale

Partiti arabi:
- Lista Araba Unita, filo-arabo-israeliani.
- Balad, filo-arabo-israeliani, antisionista, filo-palestinesi